# 希什里
希什里（法語：Chichery，法語發音：[ʃiʃʁi]）是法国勃艮第-弗朗什-孔泰大区约讷省的一个市镇，属于欧塞尔区。

## 地理
希什里（47°54'9"N, 3°30'36"E）面积6.78 平方千米，位于法国勃艮第-弗朗什-孔泰大區约讷省，该省份为法国中北部内陆省份，西接卢瓦雷省，西北接塞纳-马恩省，南至涅夫勒省，东临科多尔省，东北与奥布省接壤。
与希什里接壤的市镇（或旧市镇、城区）包括：巴苏、阿普瓦尼、博蒙、布朗什、约讷河畔舍米伊、居尔日、瓦尔拉维永。
希什里的时区为UTC+01:00、UTC+02:00（夏令时）。

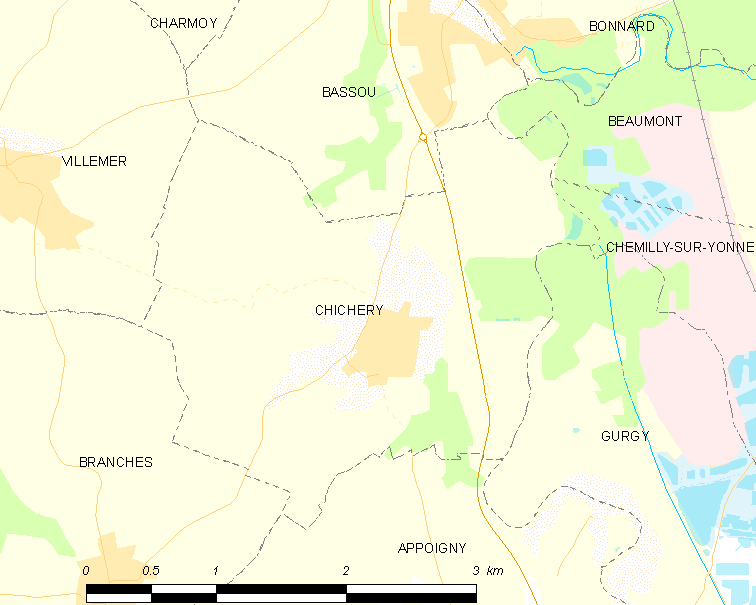
希什里的OSM定位图

## 行政
希什里的邮政编码为89400，INSEE市镇编码为89105。

## 政治
希什里所属的省级选区为米热讷县。

## 人口

1962-2008年间希什里人口变化图示

希什里于2022年1月1日时的人口数量为434人。